# Jacinto Quincoces López
Jacinto Quincoces López (Barakaldo, País Basc, 17 de juliol del 1905 - València, 10 de maig de 1997) va ser un jugador i entrenador de futbol, a més de president de la Federació Valenciana de Pilota. Va ser internacional amb la selecció espanyola. Fou considerat un dels millors defenses de la seva època.

## Carrera esportiva
Jacinto Quincoces va començar la seva carrera com a futbolista al Deportivo Alavés, on va jugar fins al 1931. A l'equip basc va formar una gran defensa amb el qual seria el seu company també al Reial Madrid, Ciriaco Errasti. Van aconseguir el títol de Segona Divisió el 1930, aconseguint pujar a Primera Divisió. L'aleshores delegat del Reial Madrid, Santiago Bernabéu, va fitxar els dos jugadors per a formar una de les millors defenses del futbol espanyol, juntament amb el porter Ricard Zamora. Junts van guanyar dues lligues i dues copes d'Espanya. Després de la Guerra Civil, va continuar al conjunt blanc, fins a la seva retirada el 1942.
Va jugar 25 partits amb la Selecció espanyola entre 1928 i 1936, debutant quan jugava al Deportivo Alavés, el 30 de maig de 1928 durant els Jocs Olímpics d'Amsterdam. Va jugar a la Copa del Món d'Itàlia del 1934, on va ser elegit el millor defensa del torneig.
Una vegada retirat exercí d'entrenador en diferents equips. El 1945 entrenà durant dos partits a la selecció espanyola.

## Palmarès

### Com a jugador
| Títol           | Equip        | País    | Any  |
| --------------- | ------------ | ------- | ---- |
| Lliga Espanyola | Reial Madrid | Espanya | 1932 |
| Lliga Espanyola | Reial Madrid | Espanya | 1933 |
| Copa d'Espanya  | Reial Madrid | Espanya | 1934 |
| Copa d'Espanya  | Reial Madrid | Espanya | 1936 |

- També va ser designat millor defensa de la Copa del Món d'Itàlia de 1934 amb la selecció espanyola.

### Com a entrenador
| Títol          | Equip        | País    | Any  |
| -------------- | ------------ | ------- | ---- |
| Copa d'Espanya | Reial Madrid | Espanya | 1946 |
| Copa d'Espanya | València CF  | Espanya | 1949 |
| Copa d'Espanya | València CF  | Espanya | 1954 |

## Com a president de la FPV
Al seu País basc natiu, Quincoces va ser un destacat jugador de pala (pilota basca), motiu pel qual, un cop acabada la seua carrera esportiva, fou escollit per les autoritats centrals com a President de la Federació Valenciana de Pilota amb el malentès que el joc de pilota a mà valencià i basc serien el mateix. Malgrat que ell mateix va reconèixer que ocupava el càrrec a contracor, la seua gestió a finals dels anys 60 i començaments dels 70 va comptar amb grans encerts com el de crear campionats de juvenils, obligatoris per als trinquets que participaren en tornejos professionals, així fou com començaren pilotaires com Genovés I i el Xatet de Carlet.